# Groot Eindhoven
Groot Eindhoven is een gratis huis-aan-huisblad, dat wekelijks verschijnt in de gemeente Eindhoven en Meerhoven. De titel verwijst naar de benaming die de gemeente Eindhoven had, toen op 1 januari 1920 de stad Eindhoven werd samengevoegd met de gemeenten Woensel, Strijp, Tongelre, Gestel en Stratum.
Het weekblad, dat tegenwoordig wordt geëxploiteerd door Uitgeverij Van der Heijden B.V., bevat naast advertenties, vooral stadsnieuws van Eindhoven en de gemeentelijke mededelingen.